# Зубков, Владимир Анатольевич
Владимир Анатольевич Зубков (род. 30 апреля 1948, Новосибирск) — советский борец греко-римского стиля, чемпион СССР (1973), четырёхкратный чемпион мира (1971, 1973, 1974, 1975), призёр чемпионатов мира и Европы. Заслуженный мастер спорта СССР (1971), тренер.

## Биография
Родился 30 апреля 1948 года в Новосибирске. Там же начал заниматься спортом в 1966 году. Первый тренер — Виктор Кузнецов.
В 1969 году, после воинской службы в Германии, переехал в Минск и начал тренироваться у Гарри Николаенка. Выступал в наилегчайшем весе (48 кг) и при росте в 150 см был одним из самых рослых спортсменов в своей весовой категории.
В 1970 году победил на турнире Ивана Поддубного в Ростове-на-Дону и занял пятое место на чемпионате СССР в Таллине.
В том же году Зубков выполнил нормативы мастера спорта СССР и мастера спорта СССР международного класса и был включен в сборную Советского Союза.
На международных соревнованиях Зубков сразу проявил себя как выдающийся борец. На чемпионате мира по борьбе 1970 года в Эдмонтоне дебютант Владимир Зубков, который на тот момент занимался борьбой четыре года, дошёл до финала, где уступил опытному Георге Берчану из Румынии, ставшему двукратным чемпионом.
В 1971 году в Софии впервые стал чемпионом мира и выполнил норматив заслуженного мастера спорта СССР.
Следующий 1972 год стал неудачным в карьере Владимира Зубкова. Он стал третьим на чемпионате Европы в Катовице уступив Георге Берчану и Стефану Ангелову из Болгарии. Затем на Олимпийских играх в Мюнхене проиграл в первых же двух встречах (тем же Берчану и Ангелову) и выбыл из турнира.
В 1973 году в Таллине первый и единственный раз стал чемпионом СССР и в Тегеране выиграл чемпионат мира во второй раз.
В 1974 году стал трёхкратным чемпионом мира в Катовице.
На своём последнем чемпионате мира, проходившем в 1975 году в Минске, Зубков взял реванш у Георге Берчану, став четырёхкратным чемпионом мира.
Владимир Зубков выиграл четыре чемпионата мира подряд: 1971, 1973, 1974 и 1975 годов. В 1972 году чемпионат мира не проводился в связи Олимпиадой. В 1975 году окончил Белорусский государственный институт физической культуры. В 1977 году Владимир Зубков завершил спортивную карьеру и перешёл на тренерскую работу. Работал со сборной Белоруссии.
В 1991 году переехал в Австрию, где вошёл в тренерский штаб национальной сборной по борьбе.